# Чижикова, Наталия Петровна
Наталия Петровна Чижикова (7 июня 1938 года) — советский и российский учёный почвовед-минеролог, ведущий специалист в области минералогии почв, кандидат биологических наук, доктор сельскохозяйственных наук, профессор. Действительный член Докучаевского общества почвоведов РАН. Главный научный сотрудник Почвенного института имени В. В. Докучаева.

## Биография
Родилась 7 июня 1938 года в Москве в семье профессора МГУ П. Н. Чижикова (1898—1970).
С 1956 по 1961 год обучалась на кафедре биологии почв биолого-почвенного факультета Московского государственного университета. С 1961 по 1962 год на исследовательской работе в Кустанайской землеустроительной экспедиции по освоению целинных и залежных земель в качестве инженера-землеустроителя. 
С 1962 года на научно-исследовательской работе в Почвенном институте имени В. В. Докучаева АН СССР — РАН в качестве аспиранта, коллектора отдела эрозии почв, младшего, старшего и ведущего научного сотрудника Лаборатории минералогии почв, с 2010 года — главный научный сотрудник и заведующая Лаборатории минералогии и микроморфологии этого института.
С 1988 года помимо научной занималась и педагогической работой в МСХА имени К. А. Тимирязева и Российском университете дружбы народов где в качестве преподавателя и с 2002 года — профессора
читала курс лекции по минералогии почв.

### Научно-педагогическая деятельность и вклад в науку
Основная научно-педагогическая деятельность Н. П. Чижиковой была связана с вопросами в области  почвоведения и минерологии. Н. П. Чижикова занималась исследованиями в области изучения анализа взаимовлияния и взаимодействия микробных сообществ на минералы почв, изучение минералогического состава почв и роль этого состава в функционировании почвенной системы, занималась вопросами теоретических и  практических аспектов влияния агротехногенных воздействий на минералы почв и влияние этих изменений на свойства почв. Н. П. Чижикова являлась основателем нового научного направления в почвоведении агроминералогии почв. 
С 1992 по 2000 год — ответственный секретарь Докучаевского общества почвоведов РАН, с 2000 года — секретарь Комиссии минералогия почв этого общества.
В 1967 году защитила диссертацию на соискание учёной степени кандидат биологических наук по теме: «Минералогический и химический состав высокодисперсной части черноземов Центральной и Западно-Сибирской фаций», в 1992 году доктор сельскохозяйственных наук по теме: «Преобразование минералогического состава почв в процессе агрогенеза». В 2002 году ей присвоено учёное звание профессор. Н.П. Чижиковой было написано более 468 научных трудов, в том числе 10 монографий и около пяти авторские свидетельства на изобретения. В 1985 году за свои научные работы была удостоена золотой медали  ВДНХ СССР. Под её научным руководством было подготовлено  более десяти кандидатов и докторов сельскохозяйственных наук. Индекс Хирша — 29: по публикациям на eLibrary.Ru — 19, по публикациям в РИНЦ — 18. Число статей в зарубежных журналах — 14, в российских журналах из перечня ВАК	— 198. Число цитирований из зарубежных журналов — 242, из российских журналов	перечня ВАК	— 1091.

## Основные труды
- Минералогический и химический состав высокодисперсной части черноземов Центральной и Западно-Сибирской фаций / Всесоюз. акад. с.-х. наук им. В. И. Ленина. Моск. гос. ун-т им. М. В. Ломоносова. - Москва : [б. и.], 1967. — 26 с.
- Минералогический состав и микростроение почв в решении вопросов их генезиса и плодородия : Науч. тр. / ВАСХНИЛ, Почв. ин-т им. В. В. Докучаева; Отв. ред. Б. П. Градусов, Н. П. Чижикова. - М. : Почв. ин-т, 1990. — 159 с.
- Преобразование минералогического состава почв в процессе агрогенеза. - Москва, 1992. — 692 с.
- Проблемы почвоведения : Сов. почвоведы к XIV Междунар. съезду почвоведов, (Токио, 1990) : Сб. науч. тр. / АН СССР, Всесоюз. о-во почвоведов, Ин-т почвоведения и фотосинтеза; Составители М. И. Герасимова, Н. П. Чижикова; Отв. ред. В. А. Ковда, М. А. Глазовская]. - М. : Наука, 1990. — 269 с. — ISBN 5-02-003419-3
- Минералы почв: генезис, география, значение в плодородии и экологии : Науч. тр. / Рос. акад. с.-х. наук, Почв. ин-т им. В. В. Докучаева; [Отв. ред. Б. П. Градусов, Н. П. Чижикова]. - М. : Почв. ин-т, 1996. — 339 с. — ISBN 5-86921-014-3
- Пособие по изучению глинистых минералов в почвах / С. Н. Лесовая, Н. П. Чижикова ; Санкт-Петербургский гос. ун-т. - Санкт-Петербург : изд-во Санкт-Петербургского ун-та, 2007. — 51 с. — ISBN 978-5-288-04452-6[5]